# I Turn to You (песня All-4-One)
«I Turn To You» — третий сингл Кристины Агилеры. Песня была написана Дайан Уоррен в 1996 году. «I Turn To You» была исполнена группой All-4-One, а через 3 года кавер-версию записала Кристина Агилера для своего дебютного альбома. Песня спродюсирована Гаем Рочи. «I Turn To You» достигла третьей позиции в Billboard Hot 100 за 4 недели. Песня достигла 19 места в Великобритании, и 40-го в Австралии.

## Информация о песне
Песню I Turn To You можно считать гимном для тех людей, кто ищет лучик света в тучах, нависших над его жизнью, для тех, кто потерян или уже потерял смысл жизни. Сама Агилера посвятила эту песню своей маме, которая оберегала Кристину в тяжелых жизненных ситуациях. Хотя лирика песни довольно неоднозначна, и может относиться к любому близкому человеку.
Позднее песня была перезаписана на испанском языке, и стала называться Por Siempre Tu. Испаноязычная версия вошла в альбом Mi Reflejo.

## Видеоклип
Личность главного директора видео I Turn To You до сих пор остается неизвестным. Во время выпуска видео на MTV этим человеком назывался Rupert C. Almont. Однако, в Keeps Gettin' Better: A Decade of Hits указано имя Richard C. Allen. Возможно, что все эти имена — псевдонимы топ-директора Джозефа Кана.

## Чарты

### Позиции в чартах
| Чарт                                | Лучший результат |
| ----------------------------------- | ---------------- |
| Австралия (ARIA)                    | 40               |
| Австрия (Ö3 Austria Top 40)         | 30               |
| Бельгия/Фландрия (Ultratop 50)      | 30               |
| Бельгия/Валлония (Ultratop 50)      | 33               |
| Канада (Billboard Canadian Hot 100) | 10               |
| Германия (GfK)                      | 65               |
| Нидерланды (Single Top 100)         | 50               |
| Новая Зеландия (Recorded Music NZ)  | 11               |
| Швеция (Sverigetopplistan)          | 47               |
| Швейцария (Schweizer Hitparade)     | 30               |
| Великобритания (OCC UK Singles)     | 19               |
| США (Billboard Hot 100)             | 3                |
| США (Billboard Hot Latin Songs)     | 61               |
| США (Billboard Latin Pop Airplay)   | 21               |

- 1 «Por Siempre Tu».

## Список композиций
1. I Turn to You (radio edit)
2. What a Girl Wants (Eddie Arroyo Down Gempo Killer mix)